# Pterolophia sulcatithorax
Pterolophia sulcatithorax är en skalbaggsart som beskrevs av Maurice Pic 1926. Pterolophia sulcatithorax ingår i släktet Pterolophia och familjen långhorningar. Inga underarter finns listade i Catalogue of Life.